# Ellen Rocche
Ellen Rocche (São Paulo, 19 de julho de 1979) é uma atriz e modelo brasileira.

## Biografia
Ellen Rocche é filha de Elsie Rocche, falecida em decorrência de câncer em 2013, e de Celso Luiz Rocche.[carece de fontes?] É irmã da modelo Iza Rocche e de George Rocche.[carece de fontes?] Chegou a passar no vestibular para medicina na Unesp mas, como seu pai estava desempregado na época, não foi possível que ela se mudasse para Botucatu, local da faculdade de medicina. Ellen então desistiu da vaga. Na época ela morava na Vila Santa Luzia em São Bernardo do Campo, na Região do ABC Paulista.

## Carreira

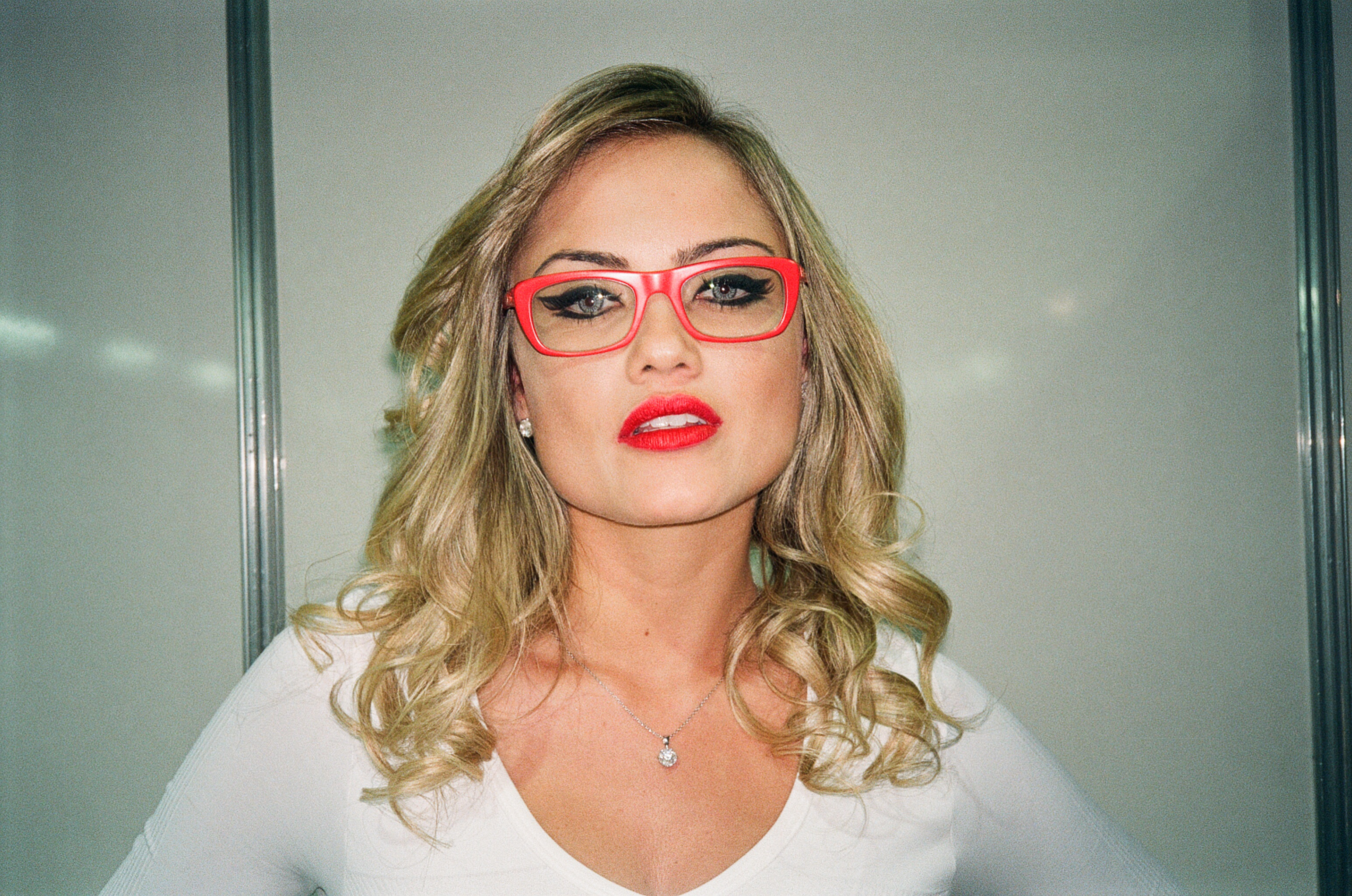
Ellen em 2011

Ellen participou do programa Se Rolar, Rolou, em setembro de 1996, programa que originou o Xaveco, no SBT. No ano seguinte tornou-se assistente de palco do programa Gol Show. Logo após, ela passou a ser assistente de palco do Domingo Legal, apresentado por Gugu Liberato. Entre os anos de 1997-99, fez parte do elenco do programa Fantasia, logo em seguida foi dubladora do Qual É a Música?, de 2000 a 2002, quando ela participou do reality show Casa dos Artistas 2, ficando no segundo lugar e ganhando 100 mil reais. Em entrevista, disse que não esperava ficar tanto tempo, esperando sair nas primeiras semanas, e que comemorou ter ficado para a final. Em novembro de 2001 posou nua para a edição brasileira da revista Playboy, e em 2002 foi eleita, em votação promovida pela revista VIP, a mulher mais sexy do mundo. Em 2006, ficou na segunda colocação da lista, perdendo para a atriz Juliana Paes. Em junho de 2007, e posteriormente em fevereiro de 2011, voltou a ser capa da revista VIP. De 2007 a 2019 foi rainha de bateria da escola de samba paulistana Rosas de Ouro, e em 2011 foi rainha da bateria da Porto da Pedra.
Ainda em 2011, realizou uma participação especial em Insensato Coração, interpretando Ingrid Matos, e também participou do remake de O Astro, interpretando a personagem Valéria. Em 2013, interpretou Brunetty, a Mulher Mangaba, na telenovela Sangue Bom e participou do programa humorístico Divertics. Em 2014, é escalada para interpretar a interesseira Ludmila em Geração Brasil.

## Vida pessoal
Entre os anos de 2000 e 2002 namorou o fotógrafo Ottmar Parraschin. Em 2002, durante a Casa dos Artistas, conheceu o ator Ricardo Macchi, com quem namorou logo após o término do programa e se relacionou até maio de 2010. Depois de sete anos sem assumir nenhum relacionamento, namorou entre os anos de 2017/2020 o Nutricionista Rogério Oliveira. E desde Novembro de 2020, durante a estréia do Musical Angel, assumiu o namoro com o Ator Guilherme Chelucci. 

## Filmografia

### Televisão
| Ano     | Título                                | Personagem / Função             | Notas                                     |
| ------- | ------------------------------------- | ------------------------------- | ----------------------------------------- |
| 1997    | Gol Show                              | Dançarina / Assistente de palco |                                           |
| 1997    | Domingo Legal                         | Dançarina / Assistente de palco |                                           |
| 1997–99 | Fantasia                              | Dançarina / Assistente de palco | Garota Fantasia                           |
| 1999–02 | Qual É a Música?                      | Dubladora das músicas           |                                           |
| 2001    | SBT Palace Hotel                      | Lara                            | Especial de fim de ano                    |
| 2002    | Casa dos Artistas                     | Participante (Vice-campeã)      | Temporada 2                               |
| 2004    | Metamorphoses                         | Kelly Maria Madeira             |                                           |
| 2006    | Um Menino muito Maluquinho            | Fada-Madrinha do Consumo        | Episódio: "Fada-Madrinha do Consumo"      |
| 2008    | Beleza Pura                           | Gleyce                          | Episódios: "24–25 de maio"                |
| 2008    | Ciranda de Pedra                      | Teodora                         | Episódios: "28–29 de julho"               |
| 2008    | Dicas de um Sedutor                   | Sabrina                         | Episódio: "Quem Perde, Ganha!"            |
| 2008    | Faça Sua História                     | Stefany                         | Episódio: "Duas é Demais"                 |
| 2008    | Negócio da China                      | Laura                           | Episódios: "17–20 de outubro"             |
| 2008    | A Grande Família                      | Bia                             | Episódio: "O Rótulo e a Garrafa"          |
| 2008    | Malhação                              | Juju                            | Episódios: "17–20 de novembro"            |
| 2009    | Cilada                                | Divatriz                        | Episódio: "A Cafona"                      |
| 2009    | Chico e Amigos                        | Das Dores                       | Especial de fim de ano                    |
| 2010    | Dalva e Herivelto: Uma canção de Amor | Estela                          | Episódios: "4–5 de janeiro"               |
| 2010    | Tempos Modernos                       | Cibele                          | Episódio: "25 de janeiro"                 |
| 2010    | Na Forma da Lei                       | Denise                          | Episódio: "Justiça Tardia"                |
| 2010    | Ti Ti Ti                              | Cliente de Jacques Leclair      | Episódio: "31 de agosto"                  |
| 2010    | S.O.S. Emergência                     | Luísa                           | Episódio: "Lá Vem a Noiva"                |
| 2010    | S.O.S. Emergência                     | Andréa Duarte                   | Episódio: "Dos Males, o Menor"            |
| 2011    | Insensato Coração                     | Ingrid Matos                    | Episódio: "2 de abril"                    |
| 2011    | Dança dos Famosos                     | Participante                    | Temporada 8                               |
| 2011    | O Astro                               | Valéria dos Santos              |                                           |
| 2012    | Malhação: Intensa como a Vida         | Shayene                         | Episódio: "13 de agosto"                  |
| 2012    | Guerra dos Sexos                      | Marivalda                       | Episódios: "20–21 de dezembro"            |
| 2013    | Sangue Bom                            | Brunettý Ramos (Mulher Mangaba) |                                           |
| 2013    | Divertics                             | Várias Personagens              |                                           |
| 2014    | Geração Brasil                        | Ludmila Santini                 |                                           |
| 2015–21 | Escolinha do Professor Raimundo       | Capitu                          |                                           |
| 2016    | Haja Coração                          | Leonora Lammar                  |                                           |
| 2017    | O Outro Lado do Paraíso               | Suzana Rocha (Suzy)             |                                           |
| 2019    | Malhação: Vidas Brasileiras           | Jaqueline Mota                  | Episódios: "1–11 de janeiro"              |
| 2019    | Éramos Seis                           | Marion                          | Episódios: "30 de setembro–6 de dezembro" |
| 2022    | Tô de Graça                           | Jamile                          | Temporada 6                               |
| 2024    | No Corre                              | Tiffany Estrela                 | Temporada 2                               |
| 2025    | A Caverna Encantada                   | Cecília Albuquerque             | Episódio: "6 de junho"                    |

### Cinema
| Ano  | Título                 | Personagem |
| ---- | ---------------------- | ---------- |
| 2010 | Muita Calma Nessa Hora | Verônica   |
| 2014 | O Candidato Honesto    | Carmem     |

## Discografia
| Ano  | Música                    | Álbum                       |
| ---- | ------------------------- | --------------------------- |
| 2013 | "Solteirinha da Pompeia"  | Sangue Bom: Nacional Vol. 1 |
| 2013 | "Hoje Eu Tô Descontraída" | Sangue Bom: Nacional Vol. 2 |

## Teatro
| Ano  | Título                             | Papel      |
| ---- | ---------------------------------- | ---------- |
| 2012 | Paixão de Cristo de Nova Jerusalém | Herodíades |
| 2015 | Loucas por Eles!                   | Débora     |

## Prêmios e indicações
| Ano  | Prêmio         | Categoria       | Trabalho  | Resultado | Ref    |
| ---- | -------------- | --------------- | --------- | --------- | ------ |
| 2010 | Troféu Nota 10 | Prêmio Especial | Homenagem | Venceu    | [ 26 ] |